# Fiľakovské Kováče
Fiľakovské Kováče (em húngaro: Fülekkovácsi) é um município da Eslováquia, situado no distrito de Lučenec, na região de Banská Bystrica. Tem 11,42 km² de área e sua população em 2018 foi estimada em 926 habitantes.

## Demografia
| Ano:        | 1994 | 2004   | 2014   | 2024   |
| ----------- | ---- | ------ | ------ | ------ |
| Broj ljudi: | 880  | 898    | 915    | 918    |
| Razlika:    |      | +2,04% | +1,89% | +0,32% |

| Ano:               | 2023 | 2024   |
| ------------------ | ---- | ------ |
| Número de pessoas: | 904  | 918    |
| Diferença:         |      | +1,54% |